# Anarta clara
Anarta clara là một loài bướm đêm trong họ Noctuidae.